# Eradikation
| Jahr | Schätzung | Aufgezeichnet |
| ---- | --------- | ------------- |
| 1975 | —         | 49.293        |
| 1980 | 400.000   | 52.552        |
| 1985 | —         | 38.637        |
| 1988 | 350.000   | 35.251        |
| 1990 | —         | 23.484        |
| 1993 | 100.000   | 10.487        |
| 1995 | —         | 07.035        |
| 2000 | —         | [0]02.971     |
| 2005 | —         | 01.998        |
| 2010 | —         | 01.352        |
| 2011 | —         | 00.650        |
| 2012 | —         | 00.222        |
| 2013 | —         | 00.385        |
| 2014 | —         | 00.359        |
| 2015 | —         | 00.074        |
| 2016 | —         | 00.037        |
| 2017 | —         | 00.022        |
| 2018 | —         | 00.033        |
| 2019 | —         | 00.176        |
| 2020 | —         | 00.140        |
| 2021 | —         | 00.5          |

Eradikation (von lateinisch eradicare, mit der Wurzel ausreißen, ausrotten, ausradieren, völlig zum Verschwinden bringen, von Grund auf heilen‘; von ex „heraus“ und radix „Wurzel“), auch Keimeliminierung genannt, heißt in der Medizin die vollständige Vertilgung eines Krankheitserregers im Körper oder in einer Population.

## Individuum
Viele Erreger werden vom gesunden und immunkompetenten Körper selbst früher oder später vernichtet, einige sind jedoch in der Lage, in bestimmten Nischen zu überdauern. Man spricht von Persistenz. Beispiele hierfür sind Herpes-simplex-Viren in Ganglien des autonomen Nervensystems, Plasmodien in Leber- und Blutzellen und HIV in Lymphozyten.
Die pharmakologische Eradikation einiger dieser persistierenden Erreger kann mit Antibiotika oder Chemotherapeutika gelingen, zum Beispiel die Entfernung von Helicobacter pylori, dem Erreger vieler Magengeschwüre, mit einer spezifischen Tripletherapie. Manche Keime können heutzutage noch nicht oder nur in seltenen Einzelfällen eradiziert werden, beispielsweise das HI-Virus.

## Population
Eradikation wird auch benutzt im Zusammenhang mit der gezielten Ausrottung von Krankheitserregern aus einer Population (zum Beispiel Polio-Eradikation). Ausgerottete Krankheitserreger sind das Pockenvirus und der Erreger der Rinderpest. Laufende Eradikationsprogramme für Infektionskrankheiten umfassen das Poliovirus, Dracunculus medinensis, Treponema pertenue und den Erreger der Malaria. Hierfür werden u. a. Impfungen in der Bevölkerung durchgeführt.